# Dereham Town FC
Dereham Town FC (celým názvem: Dereham Town Football Club) je anglický fotbalový klub, který sídlí ve městě Dereham v nemetropolitním hrabství Norfolk. Založen byl v roce 1884 pod názvem Dereham FC. Od sezóny 2018/19 hraje v Isthmian League North Division (8. nejvyšší soutěž). Klubové barvy jsou černá a bílá.
Své domácí zápasy odehrává na stadionu Aldiss Park s kapacitou 2 500 diváků.

## Historické názvy
Zdroj: 
- 1884 – Dereham FC (Dereham Football Club)
- 1910 – East Dereham FC (East Dereham Football Club)
- 1986 – Dereham Hobbies United FC (Dereham Hobbies United Football Club)
- 1991 – Dereham Town FC (Dereham Town Football Club)

## Získané trofeje
- Norfolk Senior Cup ( 4× )
  - 2005/06, 2006/07, 2012/13, 2015/16

## Úspěchy v domácích pohárech
Zdroj: 
- FA Cup
  - 3. předkolo: 2012/13
- FA Trophy
  - 2. předkolo: 2014/15
- FA Vase
  - 5. kolo: 2008/09

## Umístění v jednotlivých sezonách
Stručný přehled
Zdroj: 
- 1998–2001: Eastern Counties League (Division One)
- 2001–2013: Eastern Counties League (Premier Division)
- 2013–2018: Isthmian League (Division One North)
- 2018– : Isthmian League (North Division)

Jednotlivé ročníky
Zdroj: 
Legenda: Z - zápasy, V - výhry, R - remízy, P - porážky, VG - vstřelené góly, OG - obdržené góly, +/- - rozdíl skóre, B - body, červené podbarvení - sestup, zelené podbarvení - postup, fialové podbarvení - reorganizace, změna skupiny či soutěže
| Sezóny  | Liga                                       | Úroveň | Z  | V  | R  | P  | VG | OG | +/- | B  | Pozice |
| ------- | ------------------------------------------ | ------ | -- | -- | -- | -- | -- | -- | --- | -- | ------ |
| 2009/10 | Eastern Counties League (Premier Division) | 9      | 38 | 16 | 8  | 14 | 70 | 58 | +12 | 56 | 10.    |
| 2010/11 | Eastern Counties League (Premier Division) | 9      | 42 | 25 | 9  | 8  | 88 | 42 | +46 | 84 | 2.     |
| 2011/12 | Eastern Counties League (Premier Division) | 9      | 40 | 19 | 4  | 17 | 72 | 65 | +7  | 61 | 10.    |
| 2012/13 | Eastern Counties League (Premier Division) | 9      | 38 | 28 | 3  | 7  | 85 | 35 | +50 | 87 | 1.     |
| 2013/14 | Isthmian League (Division One North)       | 8      | 46 | 22 | 11 | 13 | 98 | 65 | +33 | 77 | 7.     |
| 2014/15 | Isthmian League (Division One North)       | 8      | 46 | 25 | 6  | 15 | 82 | 63 | +19 | 81 | 7.     |
| 2015/16 | Isthmian League (Division One North)       | 8      | 46 | 21 | 11 | 14 | 82 | 61 | +21 | 74 | 9.     |
| 2016/17 | Isthmian League (Division One North)       | 8      | 46 | 15 | 9  | 22 | 70 | 89 | -19 | 54 | 18.    |
| 2017/18 | Isthmian League (Division One North)       | 8      | 46 | 20 | 11 | 15 | 75 | 63 | +12 | 68 | 8.     |
| 2018/19 | Isthmian League (North Division)           | 8      | 38 |    |    |    |    |    |     |    |        |

Poznámky
- 2017/18: Klubu byly svazem odebrány tři body za porušení stanov soutěže.